# Старосинявський район
Старосиня́вський райо́н — колишній район у Хмельницькій області. Центр — смт Стара Синява. У районі 1 селищна об'єднана територіальна громада; 1 селище міського типу і 44 села.
Ліквідований у 2020 році та приєднаний до Хмельницького району.

## Історія
1 — 2 листопада 1921 р. під час Листопадового рейду через Залісся, Цимбалівку, Яблунівку, Мшанець теперішнього Старосинявського району проліг шлях Подільської групи (командувач — Михайло Палій-Сидорянський) Армії Української Народної Республіки.
Старосинявський район розташований у східній частині Хмельницької області. Був утворений у березні 1923 року. Після приєднання Правобережної України до Лівобережної у складі Росії Стара Синява з 1797 року стала волосним центром Літинського повіту Подільської губернії. Постановою ВУЦВК від 7 березня 1923 року було ліквідовано повіти та волості і створено нові адміністративно-територіальні одиниці.
На території, яка тепер входить до складу Хмельницької області, було ліквідовано 7 повітів і 92 волості, утворено три округи (Кам'янець-Подільський, Проскурівський та Шепетівський) і 47 районів. Старосинявський район входив до Проскурівського округу. У червні 1930 року було проведено укрупнення округів, а у вересні того ж року — ліквідовано їх. Відповідно до постанови ВУЦВК від 3 лютого 1931 року, Старосинявський район увійшов до складу Летичівського району. Постановою ЦВК УРСР від 26 лютого 1935 року було відновлено район.
1956 року Стара Синява була віднесена до категорії селищ міського типу. Указом Президії Верховної Ради від 23 вересня 1959 року села південної частини ліквідованого Остропільського району відійшли до Старосинявського району. Але невдовзі Указом Президії Верховної Ради УРСР від 30 грудня 1962 року Старосинявський район знову віднесено до складу Летичівського району. Указом Президії Верховної Ради від 4 січня 1965 року на території Хмельницької області було створено 16 районів, а Указом від 8 грудня 1966 року сформовано ще 4 райони, в тому числі — і Старосинявський. Його територія залишається без змін до сьогодення.
У порівнянні з 1923 роком територія району збільшилася на 40 відсотків за рахунок розформованих Остропільського та Меджибізького районів. Після скасування кріпосного права в Україні стався справжній демографічний вибух. Упродовж 50 років пореформського періоду кількість населення Старосинявської і Пилявської волостей Літинського повіту збільшилась удвічі, а в містечку Стара Синява, де 1875 року стала до ладу одна з перших на Поділлі цукроварень, за цей час кількість жителів зросла в 4 рази. 1905 року тут уже нараховувалося 5.4 тис. людей. Швидко збільшувалось населення Старосинявського району і в час НЕПу. Всесоюзний перепис населення, проведений у грудні 1926 року, зафіксував у районі 50.7 тис. людей. До кінці 1932 року населення району збільшилося до 52.2 тисяч. Це число було найбільшим за всю історію Старосинявщини.

## Демографія
Перепис населення, проведений у січні 1939 року, підтвердив тенденцію неухильного зменшення кількості населення в усіх районах України, в тому числі і в Старосинявському районі. На цей час у районі мешкало 49.9 тис. людей. Після визволення району від німецьких загарбників у районі проживало 36.8 тис. людей, що на 25 відсотків менше у порівнянні з довоєнним 1939 роком. Станом на 1.01.1946 року кількість населення району збільшилась до 42.3 тис. 1950 року вона досягла 43.8 тис. людей. А потім став домінувати зворотній процес. Перепис населення 1959 року зафіксував у районі 43.0 тис.чол., 1970 року — 39.2 тис.чол., 1979 р. — 33.0 тис.чол., 1989 — 28.0 тис. людей. Перепис у грудні 2001 року зафіксував − 25.0 тис. людей. Приблизно такою була чисельність населення на цій території 150 років тому, за часів кріпосного права.
Загальна чисельність населення району за даними Всеукраїнського перепису населення 2001 року становить 24950 людей, у тому числі 11395 чоловіків та 13555 жінок. Сільське населення становить 18956 людей, або 75,9 відсотків, міське населення — 5994 людини. Щільність населення — 37 людей на 1 кв. км. Основне населення  — українці, їх проживає 24598 осіб, або 98,5%, також живуть росіяни — 216 осіб, поляки — 112, білоруси — 25 та інші національності. Найбільш інтенсивно населення району зменшувалося в 1960—80-х роках, коли в СРСР динамічно розвивалася промисловість, коли міста мали потребу в робочій силі.

## Політика
25 травня 2014 року відбулися Президентські вибори України. У межах Старосинявського району було створено 46 виборчих дільниць. Явка на виборах складала — 67,77 % (проголосували 11 939 із 17 616 виборців). Найбільшу кількість голосів отримав Петро Порошенко — 52,55 % (6 274 виборців); Юлія Тимошенко — 21,28 % (2 541 виборців), Олег Ляшко — 12,97 % (1 549 виборців), Анатолій Гриценко — 3,03 % (362 виборців). Решта кандидатів набрали меншу кількість голосів. Кількість недійсних або зіпсованих бюлетенів — 0,70 %. 

## Природно-заповідний фонд

### Гідрологічні заказники
- Урочище «Бам», Христосівський

### Ландшафтні заказники
- Теліженецький

### Орнітологічні заказники
- Миколаївський

### Геологічні пам'ятки природи
- Гранітні відслонення

### Зоологічні пам'ятки природи
- Чарівська Дача

## Персоналії
- Дідук Єва Петрівна; (1900–1964), уродженка с. Теліжинці (Старосинявський район) — Герой Соціалістичної Праці.
- Цушко Сергій Вікторович, (21 липня 1945) — поет, письменник, член Національна спілка письменників України, народився у Миколаївська область.
- Юзва Роман Йосипович; (7 листопада 1934 — 16 листопада 2003) — український поет, журналіст. Народився у с. Гречана Старосинявського району. Останні роки життя мешкав у м. Івано-Франківськ.
- Сердунич Любов Андріївна (28 січня 1959, народилася в с. Теліжинці (Старосинявський район)  — поет-прозаїк, член Національної спілки краєзнавців України, Асоціації дослідників голодоморів в Україні, Всеукраїнського Товариства «Просвіта» імені Т. Г. Шевченка, член Національної спілки журналістів України, лауреат Хмельницької обласної літературної премії ім. М. Годованця, леді ордена «За заслуги» ІІІ ступеня.

## Пам'ятки
Згідно з даними управління культури, туризму і курортів Хмельницької облдержадміністрації у районі перебуває 28 пам'яток історії. Два з них мають статус національних, це місце розгрому польсько-шляхетської армії військами гетьмана України Б. Хмельницького та могила сподвижника Б. Хмельницького Івана Ганжі.